# 生麥事件
生麥事件，又稱神奈川事件，過去又稱理查德森事件，是一件發生于1862年9月14日（文久2年八月二十一日）日本武藏國橘樹郡生麥村（現橫濱市鶴見區）的武士砍殺外國人事件。該事件導致7艘英國軍艦炮轟鹿兒島，史稱薩英戰爭。

## 事件

### 經過
1862年9月14日，四位英國人在生麥村的東海道上騎馬行走。他們四位分別為往返橫濱和上海的商人查尔斯·伦诺克斯·理查德森（Charles Lennox Richardson）、他的店員克拉克、以及一對住在香港的英國商人馬歇爾夫妻。
當日下午兩點，他們在路上遇到向幕府傳達朝廷攘夷旨意的薩摩藩藩主的監護人島津久光與他的700人儀仗隊。儀仗隊站滿了整條道路。按照慣例，平民如遇到大名的儀仗隊，須下跪及退讓，可是四個英國人無論如何也不肯，而這被認為是對大名的無禮行為。其間，馬歇爾夫人的馬突然受驚衝入儀仗隊，島津衛隊的奈良原喜左衛門立刻拔出了刀，砍傷了查尔斯，緊接着上來的衛隊殺死了他，重傷了克拉克和馬歇爾。

### 善後
查尔斯死後於橫濱外國人公墓下葬，日後其墳墓的兩旁則成了克拉克和馬歇爾的墳墓。

## 成因

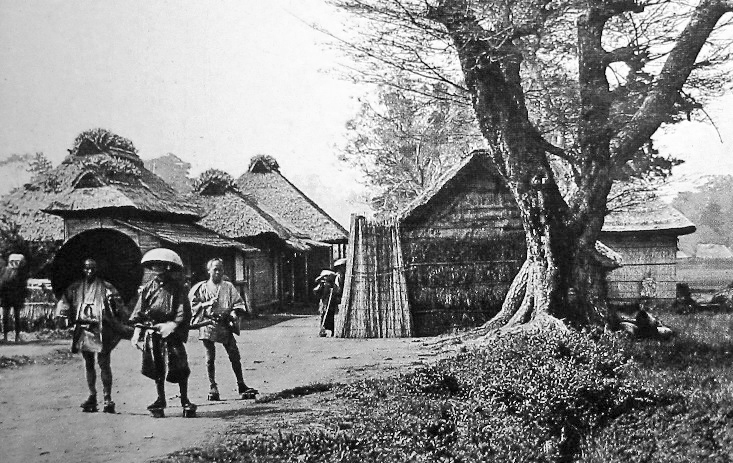
事件發生地生麥村的旅館，位於東海道神奈川縣段的沿線，圖為屍體發現地點，查尔斯·理查德森落馬處（1862年）

這次事件被普遍認為是外國人蔑視日本人所致，而此前的歐根事件則被島津氏的支持者普遍認為是外國人行為的典範：歐根在一次遇到大名時，裝模作樣地下車和跪下。他的行為在日本的西方人社群引起争议，因為他們認為所有人都應有尊嚴和人人平等，至少和所有日本人一樣。
雖然無証據顯示查尔斯在中國時曾在馬上鞭打中國人，但有人曾在生麥事件前聽他說過一番話：我知道該如何對待這些人。到底是否西方人潛意識地蔑視東方人導致今次的事件，這至今還是一個謎。

## 後果
此事件在日本的西方社群裏引起了一陣恐慌，許多西方商人要求他們的國家對日本作出懲罰性的行為。而英國最終甚至和薩摩藩爆發了薩英戰爭。
1863年5、6月間，英國代理公使約翰·尼爾從幕府處收取生麥事件的賠償金十萬英鎊。
1863年8月6日，約翰·尼爾為了要與薩摩藩面對面談判，組成有七艘軍艦的艦隊（旗艦尤里亞勒斯號），由英國東印度艦隊司令奧古斯都．庫柏中將協同指揮，從橫濱出港。11日，英艦隊到達鹿兒島灣，於鹿兒島城下町以南七公里的谷山鄉近海錨泊。因此，薩摩藩宣布進入總動員體制。12日，英艦隊繼續推進，至距離鹿兒島城下町附近「前之濱」約一公里處錨泊。英方向訪艦的薩摩藩使者提交國書，要求處罰生麥事件的犯人，及賠償受害者遺族2萬5千英鎊。薩摩藩持保留態度，並提議翌日於鹿兒島城內會談。
13日，英方拒絕城內會談之提議，要求薩摩藩立刻提出答覆。薩摩藩於提交英艦隊的答覆書中表示，薩摩藩「關於生麥事件並無責任可言」，並拒絕英方的要求。此時英艦隊移泊靠近櫻島的橫山村、小池村近海。
此時，薩摩藩表示英方將處罰的對象應為持刀殺人的武士而非藩主島津茂久，是故拒絕英方的要求。（此一誤解，肇因於擔任翻譯的福澤諭吉由於事發過於緊急，在用語上造成事件責任者和藩主之間模稜兩可）。另一方面，事件當事人的奈良原喜左衛門等人，則計劃奇襲英國艦隊。由海江田信義、黑田清隆、大山岩等人，分別偽裝成國書答覆使者，與賣西瓜的商人。其中偽裝成使者的成員成功登艦，但其他人包括奈良原等，則因為英方戒備森嚴不允上船而退去。
8月14日，代理公使約翰·尼爾通告薩摩方的使者，若不接受其要求即會行使武力。此時薩摩方已有開戰的覺悟。藩主島津茂久（日後的島津忠義）與其輔佐人島津久光，判斷鹿兒島主城位於英艦炮射程範圍之內，而將本營移向較遠處的千眼寺。
8月15日，英國艦隊扣住了薩摩藩的三艘蒸汽船（白鳳丸、天佑丸、青鷹丸）。中午，薩摩藩的岸防80門炮開始先發制人。英國被打得措手不及。14點，英軍使用100門炮攻擊炮台、鹿兒島城，破壞了近代工廠研究所集成館。薩摩藩失去蒸汽船和所有生產炮台的工廠，但死傷者極少，只有17人。在薩摩藩的炮擊中，英國艦隊重傷一艘，中度傷害兩艘，包含艦長副艦長一共死傷63人，其中包括一枚炮彈擊中英艦尤里雅里斯號造成的傷亡。英國艦隊也導致鹿兒島500多間房屋被燒毀、3艘蒸汽船被毀。英國認為損失慘重的原因是，開戰當時暴風雨來臨，艦隊搖晃嚴重、準備不足的火炮命中率極低，而英國艦隊停泊的地方正好是薩摩常常軍演訓練的地方。另一方面，薩摩方面認為受創慘重的原因是英國的新型大炮命中率、射程都遠遠優於薩摩的大炮。
8月17日16時、英國艦隊炮擊櫻島後、開始往橫濱撤退。該戰爭雖在英國國會引起許多爭議，但海軍上將奧古斯都爵士的行為則得到表揚。值得一提的是，此次開炮擊中英艦的炮手大山岩，後來成為日軍中最早的元帥。而為大山岩搬運炮彈的助手中，有日本海軍之父山本權兵衛，還有日後於日俄戰爭率領日本聯合艦隊的東鄉平八郎。
戰後，慘重的損失令薩摩藩開始仰慕西方先進的科技，並跟英國建立了貿易關係。薩摩藩最终對生麥事件作出賠償，但這筆錢是向5年後滅亡、企圖息事寧人的德川幕府借的，且從未歸還。